# História do Piauí

Bandeira do Piauí

A História do Piauí é uma série de conhecimentos da história do Brasil (ver: América portuguesa), que se volta para o estudo dos fatos históricos. Desde antes da chegada dos colonizadores portugueses, o Piauí já era habitado por cerca de dezessete diferentes etnias indígenas, que antes mesmo da vinda efetiva de portugueses ao Brasil já travavam relações com outros grupos indígenas. Dentre as etnias indígenas destacam-se os Acroás, Anapurus, Araiozes, Aranhis, Aruás, Cariris, Guanarés, Gueguês, Jaicozes, Pimenteiras, Potiguaras, Potis, Tabajaras, Tacarijus, Timbiras, Tremembés e Xerentes. A exploração do Piauí aconteceu devido a presença de bandeirantes, como o paulista Domingos Jorge Velho e o português Domingos Afonso Mafrense, que tornaram-se proprietários de amplas terras no Piauí. Posteriormente, o Piauí tornaria-se uma Capitania em 1758, com a capital em Oeiras, embora a sociedade piauiense não tenha mudado muito com a elevação à condição de Capitania, o território piauiense ainda era dominado pelas fazendas de gado, e havia poucas vilas. Com a Independência e o Império do Brasil, o Piauí passou a ser governado por oligarquias rurais, que continuariam a governar até o início da República.
O Piauí na segunda metade do século XX, passou a crescer economicamente, principalmente Teresina, que recebeu muitos investimentos estrangeiros e nacionais, vindos principalmente do Sudeste e também da Região Sul do Brasil.

## Era Pré-Colonial
Os documentos datados entre 1608 até o século XIX referem-se aos seguintes grupos indígenas em solo piauiense: Acroás, Anapurus, Araiozes, Aranhis, Aruás, Cariris, Guanarés, Gueguês, Jaicós, Pimenteiras, Potiguaras, Potis, Tabajaras, Tacarijus, Timbiras, Tremembés e Xerentes.

## Era Colonial (1650-1822)
Em 1701, a Coroa Portuguesa proibiu a criação de gado a menos de 10 léguas do litoral por meio de decreto de Carta Régia. Duas regiões podem ser consideradas de povoação no sertão: Olinda e Salvador. Olinda, de onde o gado rumava para o interior do Piauí e do Maranhão. A criação de gado atendia aos engenhos de açúcar. Salvador, na Bahia, ia em direção ao vale do rio São Francisco, que teve um importante mercado consumidor, devido à mineração.
A colonização e a ocupação da área do território piauiense está relacionada com o decreto de expulsão dos Judeus de Portugal. No século XVII, por determinação da Coroa portuguesa teve início o povoamento do território que viria a ser o Estado do Piauí, por Cristãos-novos, isto é: Judeus portugueses convertidos ao cristianismo e alguns degredados que tinham sido condenados a ser exilados do Reino de Portugal. Esses colonos oriundos de Portugal e do arquipélago dos Açores se estabeleceram no Piauí, mediante a distribuição de terras, assim longe de Portugal Continental ficariam livres da discriminação em meio aos "Cristãos-velhos" e também das perseguições religiosas, promovidas pelo Tribunal do Santo Ofício, em Portugal.
Apesar de o Piauí ter sido uma colônia do reino de Portugal que os afugentou, era considerado como um local de refúgio e recomeço, por não possuir Tribunal da Inquisição, nem uma estrutura Eclesiástica que fosse firme, o que lhes permitia viver menos apreensivos. Esses colonos portugueses ao se estabelecerem em plena Caatinga piauiense optavam por não retornar ao Judaísmo, preferindo assim ocultar totalmente suas origens, assim crescendo seus filhos e gerações seguintes na fé católica e sem ter conhecimento sobre suas legitimas raízes e a antiga crença de seus antepassados.
No final do século XVIII, já não haviam mais relatos sobre judaísmo no Brasil. Todos haviam saído da colônia ou se convertido ao Cristianismo, uma parcela de origem judaica permaneceu, refugiando-se nos sertões. No século XVII, nobres portugueses empobrecidos, padres jesuítas e escravos negros, se estabeleceram no Piauí, assim houve o assentamento de Fazendas Reais e a primeira pecuária em grande escala com a chegada desses colonos.

### Doação de Sesmarias
A mando de João Paulo de Sousa “Rico-homem”, designação dada para o grau mais elevado da nobreza em Portugal, a colonização do território piauiense se intensificou durante 1660 a 1670, quando a região se tornou objeto de cobiça por parte de baianos e paulistas. As sesmarias eram doadas por governantes da Bahia, Pernambuco, Pará e Maranhão. Em 1695, o Piauí desmembrou-se administrativamente de Pernambuco, ligando-se ao Maranhão, por determinação régia, a qual vigorou em 1715. Dessa forma, diversos governantes poderiam doar terras no Piauí, pois a legislação confusa permitia essa prática.
Com as fazendas de gado que Domingos Jorge Velho implantou de forma que a Coroa Portuguesa intensificou a fiscalização nas fazendas de gado da região.

### Processo de Ocupação
O português Domingos Afonso Mafrense e seu irmão Julião Serra tornaram-se proprietários de muitas terras no Piauí. E também receberam terras Francisco Dias D'Ávila, Pereira Gago (seu irmão) e Domingos Jorge Velho. Estes receberam as terras depois de várias expedições de bandeirantes pela região do Piauí.
Os conflitos por terras foram intensos. A Coroa Portuguesa, tentando acabar com esses conflitos, em 1774, através de Carta Régia, estabeleceu que as terras doadas por sesmarias deveriam medir 3 léguas, mas, no entanto, isso não deteve a formação de latifúndios. Somente em 1795, através de um alvará régio do príncipe regente D. João VI, regularizou-se, de certa forma o problema das doações de sesmarias e os abusos cometidos pelos sesmeiros.
Por determinação do Marquês de Pombal houve a instalação de núcleos coloniais na Capitania de São José do Piauí, já que o Marquês percebeu que a única forma de manter uma colónia portuguesa nos Sertões de dentro do Piauí, era povoá-lo com Cristãos-novos, católicos sem suspeitas de antepassados judeus, súditos da coroa portuguesa, que eram tidos como indesejados em Portugal. Como primeiro governador da Província do Piauí, foi nomeado: João Pereira Caldas, português natural de Valença, em Portugal. Pereira Caldas governou o Piauí durante dez anos, no período de 1759 a 1769. As fazendas instaladas naquela região do sertão piauiense tiveram seu auge durante o reinado do rei Dom José I de Portugal e que posteriormente após a Independência da Província do Piauí do Reino de Portugal, foram denominadas de "Fazendas Nacionais", que encontram-se atualmente tombadas.
As fazendas, assentadas no Piauí por decreto da Coroa portuguesa por meio de Carta Régia de 1701. Eram estas fazendas: "Fazenda Jenipapo", "Fazenda Olho d'Água", "Fazenda Caraíbas", "Real Fazenda Saco Del Rei", "Fazenda Paulista", "Fazenda Canabrava" e "Fazenda Nova". Essas fazendas eram movidas pela mão de obra de escravizados negros, que foram introduzidos no núcleo "casa-grande, senzala", pelos colonos portugueses que traficava-os diretamente da África, principalmente das regiões da Costa da Mina, Guiné, Angola e África do Sul. Outros escravizados eram trazidos das províncias vizinhas, uma vez que havia a prática do "tráfico interno de escravos", que funcionava como uma das alternativas de reposição de mão de obra cativa e que foi intensificada a partir da proibição do Comércio de escravos no Atlântico pela Lei Eusébio de Queirós.
Esses escravizados de origem africana realizavam trabalho pesado, mas também eram submetidos ao trabalho na pecuária, quase sempre voltada para a criação de gado pé-duro, na agricultura, nas lavouras de café, nos engenhos de cana-de-açúcar, no plantio de arroz e algodão. Essas atividades econômicas tiveram início no século XVII, com a política colonial portuguesa no território piauiense, sobretudo marcada pelas políticas de Sebastião José de Carvalho e Melo, Marquês de Pombal e Conde de Oeiras.
Em homenagem a Sebastião José de Carvalho e Melo o Conde da Vila portuguesa de Oeiras, foi nomeada a Vila de Oeiras no Piauí, que fôra a Capital da Província e o berço da colonização portuguesa no Estado. A Vila de Oeiras no Piauí era diretamente subordinada à Metrópole, em Lisboa. Sebastião José de Carvalho e Melo exerceu o cargo de primeiro-ministro de Portugal e secretário do reino durante o governo de Dom José I. Após a independência da Província do Piauí do Reino de Portugal, por ocasião da Batalha do Jenipapo, essas fazendas continuaram a ser mantidas pelo Governo Provincial do Piauí e sendo mantidas posteriormente pelos Governos Estadual e Federal. Foi muito difícil o desenvolvimento econômico-social naquela região após o processo de independência do território piauiense do Reino de Portugal, já que as Províncias do Norte do Brasil eram autênticos satélites de Portugal. A Batalha do Jenipapo ocorrida no Piauí em 13 de março de 1823, além de consolidar a independência da região, o embate pôs fim aos planos portugueses de manterem uma colônia no Norte do Brasil.
O processo de consolidação do domínio português naquela região do sertão piauiense se estendeu por todo o século XVIII e início do século XIX, período em que guerras e alianças com povos indígenas movimentaram todo o sul e sudeste piauienses, ocasionando a morte, expulsão, escravização ou fixação dessas populações em Aldeamentos missionários, que eram mantidos sob controle de Padres jesuitas portugueses da Companhia de Jesus. Durante o governo de Sebastião José de Carvalho e Melo houve a expulsão dos jesuítas da então colônia na Caatinga piauiense. Registros escritos apontam que a região era habitada pelos índios: Jaicós, Gueguês e Akroás, povos ameríndios possivelmente falantes de idiomas do tronco Macro-Jê.

### Emancipação Política
A Capitania de São José do Piauí, foi criada em 1718, embora só venha a ser instaurada definitivamente em 1758. O seu primeiro governador foi João Pereira Caldas, militar português, Coronel da Cavalaria, que organizou Tropas de Ordenança em 1759, que tinha por objetivo principal perseguir os nativos. O rei de Portugal determinou que a cidade-sede seria a Vila da Mocha, atual Oeiras (Piauí), e elevar seis freguesias a condição de vilas: São João da Parnaíba, atual Parnaíba, Parnaguá, Jerumenha, Marvão, atual Castelo do Piauí, Santo Antônio de Campo Maior, atual Campo Maior. Algumas povoações foram nomeadas pelos colonizadores portugueses com nomes em referência as Vilas de Portugal.
A obra de Pereira Caldas foi imensa: pôs em funcionamento a Secretaria do Governo; a Procuradoria Real da Fazenda; o Almoxarifado; organizou as Forças Regulares da Capitania; dentre outros feitos.

## Era Imperial (1823-1889)

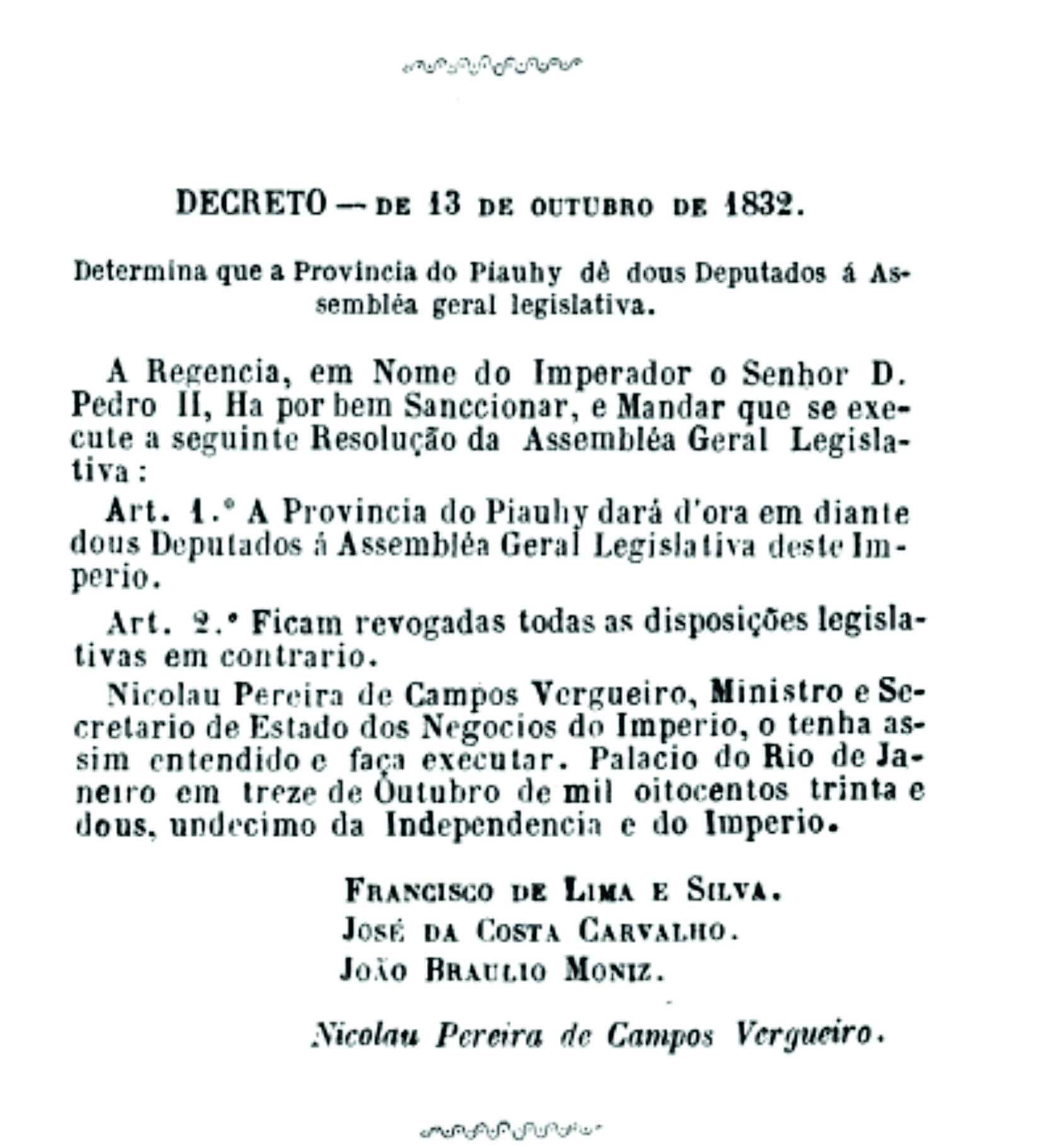
Lei do período regencial, de 1832, em que a então Província do Piauí passa a ter dois assentos na Assembleia Geral do Brasil.

Em 1808, o príncipe regente de Portugal João VI de Portugal veio ao Brasil juntamente com vários funcionários públicos, estes instalam-se no Rio de Janeiro, assim, toda a administração lusitana foi transferida para sua mais importante colônia. Em 28 de janeiro de 1808, houve a abertura dos portos, decreto que acabou com o monopólio comercial que era a base das relações entre Colônia e Metrópole.
D. João criou também a Biblioteca Nacional do Brasil, o Banco do Brasil, a Escola de Marinha, a Imprensa Régia e o Jardim Botânico. Apareceram algumas indústrias, mas que não tinham como concorrer com os produtos industriais ingleses. O crescimento não é visível apenas no Rio de Janeiro, mas também em cidades como Recife e Salvador, onde foram criadas universidades públicas.
Em 1815, com o Congresso de Viena, o Brasil é elevado a condição de Reino Unido e chamado Reino Unido de Portugal, Brasil e Algarves, que desagradou imensamente os portugueses, para em 1820 ocorrer a Revolução liberal do Porto, que tinha como um de seus principais objetivos a recolonização do Brasil. A Família Real portuguesa voltou a Lisboa em 1821, com exceção de Pedro I do Brasil, sob a condição de Príncipe Regente, este proclamou a Independência do Brasil em 7 de setembro de 1822, era instaurada a Monarquia Constitucional no Brasil.

### Batalha do Jenipapo

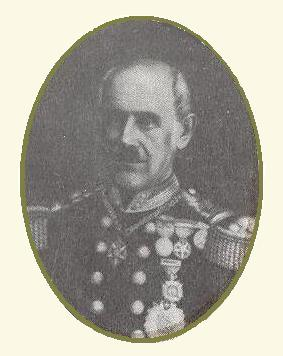
Major Fidié: o comandante das tropas portuguesas

As províncias do norte do Brasil mantinham melhores ligações políticas e comerciais com a metrópole portuguesa do que ao Rio de Janeiro, devido às facilidades da navegação e os interesses que os portugueses tinham de manter a parte norte do Brasil como colônia. Assim, o Governo Português manda armas e munições para o Maranhão, em outubro de 1820, e indica o Major João José da Cunha Fidié como Governador das Armas.
No Piauí a primeira vila a aderir a independência foi Parnaíba, apesar das forças militares tentarem sufocar imediatamente o movimento. Fidié cerca a vila, e as forças parnaibanas fogem para o Ceará, em busca de apoio.
Oeiras foi a última cidade de importância política a aderir ao movimento separatista. Apenas em 24 de janeiro de 1823 Oeiras reconheceria D. Pedro I como Imperador do Brasil. Era cidade dominada politicamente pela família Sousa Martins. O Brigadeiro Manuel de Sousa Martins, futuro Visconde da Parnaíba, tentou se eleger em 1821 para a Junta Governativa da Província, as autoridades portuguesas recusaram e Manuel de Sousa Martins rompeu as relações que ele tinha com os portugueses.
Assim, o clã Sousa Martins proclama a independência de Oeiras em 24 de janeiro de 1823. Fidié toma conhecimento e vai em sua direção para reprimir o movimento separatista. As tropas lusas chocam-se com as tropas piauienses, maranhenses e cearenses na vila de Campo Maior, e às margens do riacho Jenipapo ocorre a sangrenta batalha. A batalha durou cerca de cinco horas, em 13 de março de 1823.
As tropas lusas saíram vitoriosas, pois as armas e táticas de guerrilha eram bem superiores às dos brasileiros. Fidié vai para Caxias, no Maranhão, que ainda era uma capitania aliada aos portugueses, reorganizando seu exército. Os Sousa Martins recebem a ajuda de tropas cearenses, aproximadamente 2000 homens vindos do Crato, no Ceará.

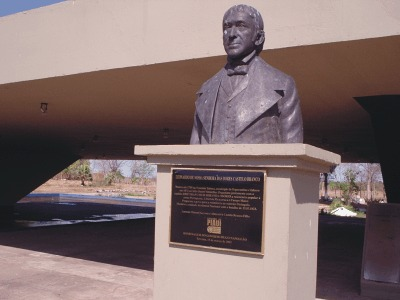
Busto de Leonardo Castelo Branco, líder dos combatentes brasileiros, Monumento do Jenipapo, Campo Maior.

Fidié é surpreendido após um ataque surpresa, se entregando. É então enviado para a Bahia e depois para o Rio de Janeiro e finalmente para Lisboa. A vila de Caxias foi a última vila no Maranhão a aderir o movimento separatista. Destacou-se na Batalha do Jenipapo a figura de Leonardo Castelo Branco.

### O Piauí na Confederação do Equador
A Confederação do Equador foi um movimento republicano e antiabsolutista que tinha como objetivo criar uma república na região Nordeste que fosse independente do Brasil. Vários estados nordestinos aderiram à Confederação do Equador: Pernambuco, Ceará, Paraíba, Rio Grande do Norte, onde foram depostos os presidentes das províncias. As ideias liberais da Confederação chegam ao Piauí através de revoltosos cearenses.
Em agosto de 1824, Parnaíba proclama a sua adesão à Confederação, Campo Maior também adere ao movimento. Os oeirenses logo tomam conhecimento do ocorrido. Manuel de Sousa Martins prepara a repressão ao movimento, mandando tropas para fechar as Câmaras de Parnaíba e Campo Maior.
A repressão no Piauí não chega a ser muito violenta. Sousa Martins exige que os revoltosos prestem juramento à Constituição e jurem fidelidade ao Imperador. Com isso, Manuel de Sousa Martins consolida definitivamente o seu poder no Piauí.

### A Balaiada (1838-1841)
Em 1831, o Imperador D. Pedro I abdica o trono, assim, as oligarquias locais aproveitam para aumentar seu poder político e criam medidas para isso, como, o recrutamento militar forçado e a “Lei dos Prefeitos” municipais. Há um descontentamento geral por parte da população por causa da ditadura de Sousa Martins, Barão da Parnaíba.
A Lei dos Prefeitos autorizava os presidentes das províncias nomearem os prefeitos municipais. Isso deixou os políticos locais revoltados, fazendo oposição ao governo de Manuel de Sousa Martins. A Balaiada foi formada, inicialmente, pelo povo pobre – pretos, mulatos, índios, mestiços e brancos pobres – alguns políticos locais aderem ao movimento, mas, logo, abandonam, devido ao choque dos interesses destes e os das camadas mais pobres.
O movimento começa na vila da Manga, no Maranhão, em dezembro de 1838, quando a cadeia dessa vila é invadida em plena luz do dia, por um grupo de vaqueiros. Libertaram presos, que foram recrutados para o serviço militar, dominaram a guarda e se apoderaram de armas e munições. Esse grupo de rebeldes chega ao Piauí, a camada pobre adere ao movimento, pois estavam insatisfeitos com o governo de Sousa Martins. A primeira batalha em território piauiense acontece em Barra do Rio Longá, em fevereiro de 1839.
Os habitantes de Piracuruca, Parnaíba e Campo Maior mostravam simpatia pelo movimento e recusavam lutas a favor do governo. Em 1839, a Balaiada alcançou grande poder sobre o Piauí e Maranhão, e se espalhou para Parnaguá, ribeiras e vales do Gurgueia, Gilbués e Jerumenha. Campo Maior foi ocupado pelos rebeldes, em março de 1840.
A Balaiada foi sufocada devido a aliança feita entre os presidentes das províncias do Piauí, Maranhão, Bahia e Ceará.

### Transferência da Capital
D. Pedro II torna-se Imperador com o golpe da maioridade, tem início o Segundo Reinado (1841 a 1889). Houve a preocupação de reestruturar a política e a economia brasileiras. O Piauí é uma das províncias que tentam se integrar à economia nacional e um dos seus projetos é transferir a capital da Província.
Em 1850, José Antônio Saraiva, baiano de 27 anos, assume a presidência do Piauí, e tem como objetivo principal a transferência da Capital. Ele ainda não sabia onde seria a nova Capital, mas intencionava construí-la no litoral ou às margens do rio Parnaíba, pretendendo enfraquecer o poder comercial exercido por Caxias do Maranhão sobre o Piauí. Parnaíba é uma ótima opção, mas Saraiva prefere a Vila Nova do Poti, assim justificando:
1. Bem situada graficamente, facilitará a comunicação com o restante da província e de acordo com estudos feitos sobre a região o local é bastante saudável.
2. À margem do Rio Parnaíba facilitará o escoamento da produção e sem dúvida, destronará Caxias, líder do comércio na região.
3. Mais perto de Parnaíba pela navegabilidade do rio, será mais fácil contatar politicamente e comercialmente com a Coroa e outras províncias.
4. Sendo este o mais agrícola dos municípios, uma política de desenvolvimento agrário bem executado tirará o Piauí do atraso econômico em que se encontra.
5. Porque é naquela localidade a única que promete florescer a margem do Parnaíba e habituar-se em menos tempo para possuir a Capital da Província.

As ideias de Saraiva de mudar a Capital do Piauí chocavam-se com interesses dos coronéis oeirenses. Saraiva convocou as Eleições da Assembleia Provincial para 15 de janeiro de 1852, e cuidou para que fossem eleitos deputado favoráveis ao seu projeto. Em 20 de julho de 1852, foi aprovada a Resolução nº. 315 que autorizava a transferência da Capital para Vila Nova do Poti que passaria a ser chamada Teresina, homenagem à Imperatriz do Brasil, Dona Teresa Cristina de Bourbon-Duas Sicílias.

### Movimentos Abolicionistas no Piauí
A escravidão de negros não foi tão grande no estado do Piauí, se comparada à escravidão praticada em outros estados. Depois da Lei Eusébio de Queiroz de 1850, que proíbiu o tráfico transatlántico de escravos, da África para o Brasil, estimulando o tráfico interno de escravos.
Apareceram a partir da década de 1870, muitas Sociedades Abolicionistas. Essas Sociedades abolicionistas atuaram em municípios como Barras, Jaicós, Luís Correia, Parnaíba e Teresina. Jaicós foi o primeiro município piauiense a decretar o fim do sistema escravista em 13 de junho de 1884.

## Era Republicana (1889-)
Na década de 1860, apareceu o Partido Liberal Radical, fruto de uma cisão com o Partido Liberal, o novo partido reivindicava a abolição da escravidão, maior autonomia para as províncias e a extinção do Poder Moderador, além de outras reformas políticas e econômicas. Na década de 1870, o partido passou a se chamar Partido Republicano.
O movimento republicano passou a ganhar seguidores depois de 1870, mesma época na qual acabou a Guerra do Paraguai, o Exército ganhou prestígio com isso, e muitos militares queriam ter uma maior influência política, isso fez com que militares simpatizassem com a causa republicana.
Em 15 de novembro de 1889, o Marechal Deodoro da Fonseca proclama a República e torna-se o primeiro presidente da República Federativa do Brasil. O Piauí deixa de ser uma província e transforma-se num estado da Federação.

### República Velha
O primeiro governador do Piauí foi Gregório Taumaturgo de Azevedo, que governou até 1891, criou as vilas de Luzilândia, Natal e Aparecida e elevou Campo Maior, União, Barras, Piracuruca e Jaicós à categoria de cidade.
O Piauí republicano seria marcado pelas seguintes características: declínio da Pecuária; crise e fim da navegação a vapor no rio Parnaíba; construção das primeiras rodovias e ferrovias; início do ciclo da maniçoba.
Gregório Taumaturgo de Azevedo foi sucedido por Gabriel Luís Ferreira, mas este foi logo deposto devido à queda do Marechal Deodoro da Fonseca.
O Marechal Floriano Peixoto nomeou o Coronel João Domingos Ramos, mas este teve um governo demasiado efêmero, de 29 de dezembro de 1891 a 11 de fevereiro de 1892. Este, por determinação de Floriano Peixoto, é substituído pelo Capitão Coriolano de Carvalho e Silva.
Outros governadores do período foram: Raimundo Artur de Vasconcelos, Arlindo Francisco Nogueira, Álvaro Assis Osório Mendes, Antônio Freire da Silva, Miguel de Paiva Rosa, João Luís Ferreira, Matias Olímpio de Melo e João de Deus Pires Leal.
Foi no governo de Matias Olímpio de Melo que a Coluna Prestes passou pelo Piauí. João de Deus Pires Leal foi o último governador do período sendo deposto e preso por ocasião da Revolução de 1930.

### Era Vargas

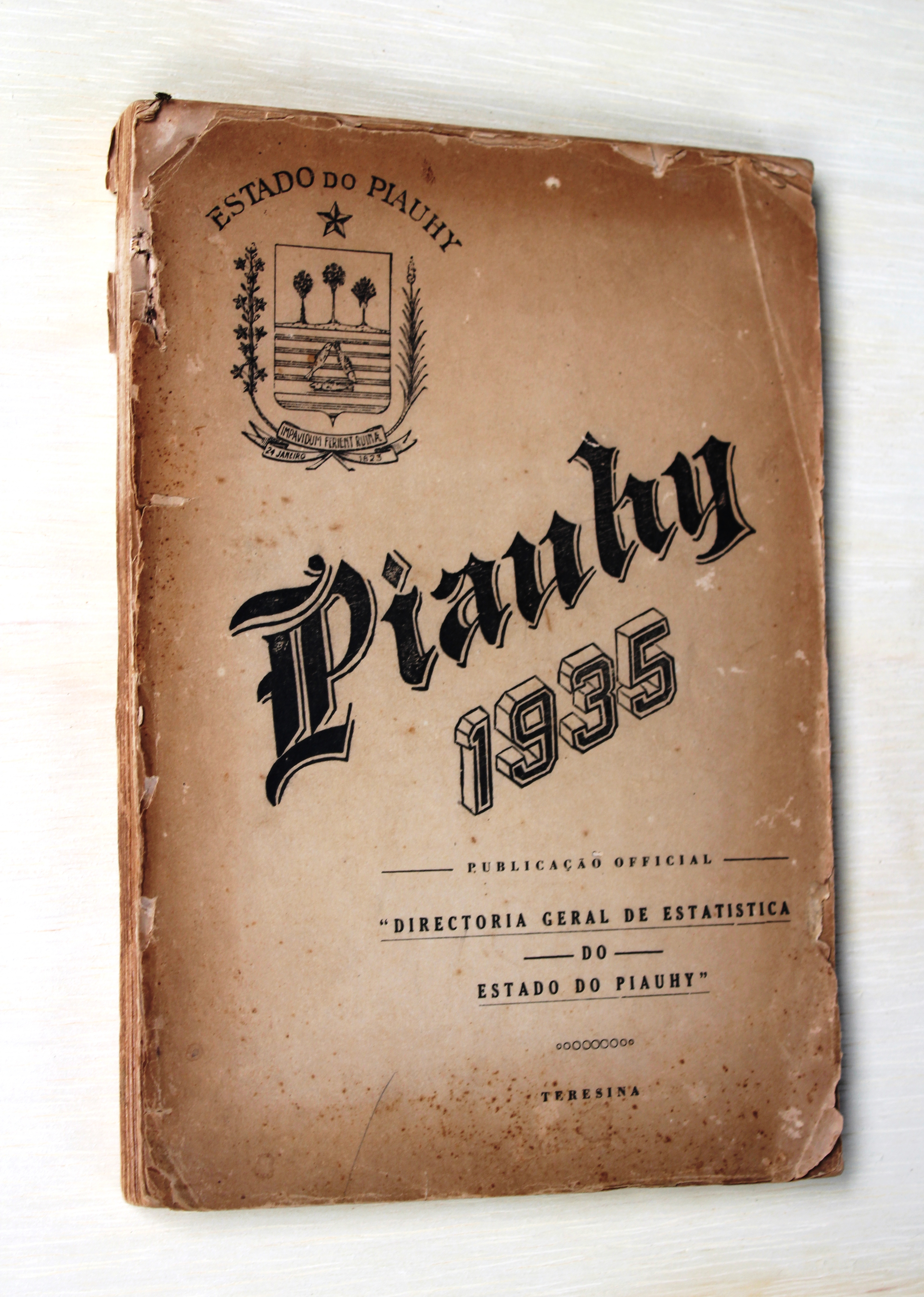
Anuário do Piauí de 1935.

Com a Revolução, o Capitão-Tenente Humberto Portellada de Arêa Leão assumiu o poder como interventor, mas foi deposto pela força pública, atual policia Militar,uma  das causa da sua casação, foi o racha dentro da facção política do seu estado, a mesma que o  levou ao poder,com ciumeiras de partidários que não receberam cargos públicos. Foi  causa de troca de cargos, denúncias e nepotismo etc. (o interventor nomeou 28 prefeitos, retirando as velhas oligarquias dos municípios, e nomeando pessoas de sua inteira confiança, incluindo o seu irmão  Raimundo de Arêa Leão que era   secretário de Viação e Obras Públicas no governo, nomeou como prefeito de Teresina, pois o atual Lindolfo do Rego Monteiro não quis ficar no gargo  ).  Humberto Portellada de Arêa Leão,Foi substituído pelo Capitão Lemos Cunha que não conseguiu conter a rivalidade entre as oligarquias locais.
O terceiro interventor foi Landri Sales, que não era piauiense, mas cearense. Landri Sales teve de enfrentar diversas rebeliões. É considerado por muitos o melhor interventor, pois as mudanças no estado foram notáveis.
Leônidas de Castro Melo assumiu o cargo de governador em 1935 e seu mandato durou até o golpe do Estado Novo em 1937, assim, foi nomeado Interventor Federal pelo Presidente Getúlio Vargas, governando até 1945. Leônidas é muito conhecido no Piauí por ter construído o Hospital Getúlio Vargas e por durante a sua gestão ter ocorrido o incêndio das casas de palha em Teresina.

### República Populista
O primeiro governador desse período é José da Rocha Furtado, médico formado no Rio de Janeiro, seu partido era a UDN, e conseguiu facilmente vencer os outros candidatos. Mas seu governo não foi fácil, pois, não possuía o apoio da Assembleia, que na sua maioria era de adversários. Recusava-se a demitir funcionários públicos que apoiavam a oposição, isso irritou os membros da UDN. Ele também não recebeu ajuda econômica do Governo Federal. Governou de 1947 a 1951. Depois do seu governo, retirou-se para o estado do Ceará, prestando serviços à população e obtendo o título de cidadão cearense.
Pedro de Almendra Freitas foi o segundo governador do período, governou de 1951 a 1955. Sua obra mais importante foi pacificar o Piauí, como ele próprio concluiu: “Não morreu ninguém, não se andou perseguindo ninguém porque eu não admitia. Garantia o direito de cada um”.

### Governo Militar
O último governador do período da República Nova e o primeiro governador da época da Ditadura Militar foi Petrônio Portela Nunes, que governou de 1963 a 1966, enfrentou no início do governo uma greve da Polícia Militar que reivindicava melhores salários. Petrônio apoia o Golpe Militar e mais tarde faria parte do Governo Militar como Ministro da Justiça do Presidente Figueiredo.
Outros governadores do período da Ditadura foram: Alberto Silva (1971-1975); Dirceu Arcoverde (1975-1979); Lucídio Portela (1979-1983).

### Nova República
O primeiro governador do Piauí na Nova República foi Hugo Napoleão, eleito na época da redemocratização brasileira.